# Загородний (зупинний пункт)
За́городний — пасажирський залізничний зупинний пункт Лиманської дирекції Донецької залізниці на лінії Ступки — Краматорськ між станціями Краматорськ (9 км) та Часів Яр (21 км). Розташований південній околиці міста Краматорська Донецької області.
Пасажирське сполучення не здійснюється понад 10 років.